# Thil (Haute-Garonne)
Pour les articles homonymes, voir Thil.
Thil (Tilh en occitan) est une commune française située dans le nord du département de la Haute-Garonne en région Occitanie.
Sur le plan historique et culturel, la commune est dans le pays de Rivière-Verdun, un petit pays d'élection de l'est de la Gascogne, à l'écart des grandes voies de communication, et s'étageant sur les terrasses de la rive gauche de la Garonne, entre la vallée de la Save et la Lomagne, et se prolongeant en Gascogne toulousaine. Exposée à un climat océanique altéré, elle est drainée par l'Arsène, le ruisseau de Saint-Pierre, la Saoume et par divers autres petits cours d'eau.
Thil est une commune rurale qui compte 1 121 habitants en 2022, après avoir connu une forte hausse de la population depuis 1975. Elle fait partie de l'aire d'attraction de Toulouse. Ses habitants sont appelés les Thilois ou  Thiloises.

## Géographie

### Localisation
La commune de Thil se trouve dans le département de la Haute-Garonne, en région Occitanie.
Sur le plan historique et culturel, Thil fait partie du pays de Rivière-Verdun, un petit pays d'élection de l'est de la Gascogne sis à l'écart des grandes voies de communication. Ce territoire s'étage sur les terrasses de la rive gauche de la Garonne, entre la vallée de la Save et la Lomagne, et se prolonge plein est en Gascogne toulousaine.
Elle se situe à 26 km à vol d'oiseau de Toulouse, préfecture du département, et à 14 km de Léguevin, bureau centralisateur du canton de Léguevin dont dépend la commune depuis 2015 pour les élections départementales.
La commune fait en outre partie du bassin de vie de Toulouse.
Les communes les plus proches sont : 
Bretx (3,2 km), Launac (3,8 km), Pelleport (4,6 km), Menville (4,7 km), Le Castéra (4,8 km), Le Grès (5,1 km), Saint-Paul-sur-Save (5,5 km), Lévignac (5,8 km).
Thil est limitrophe de neuf autres communes.
| Pelleport                      | Launac     | Larra    |
| Le Grès                        | Thil       | Bretx    |
| Garac, Bellegarde-Sainte-Marie | Le Castéra | Menville |

### Géologie et relief
La superficie de la commune est de 2 368 hectares ; son altitude varie de 149  à   275 mètres.

### Hydrographie

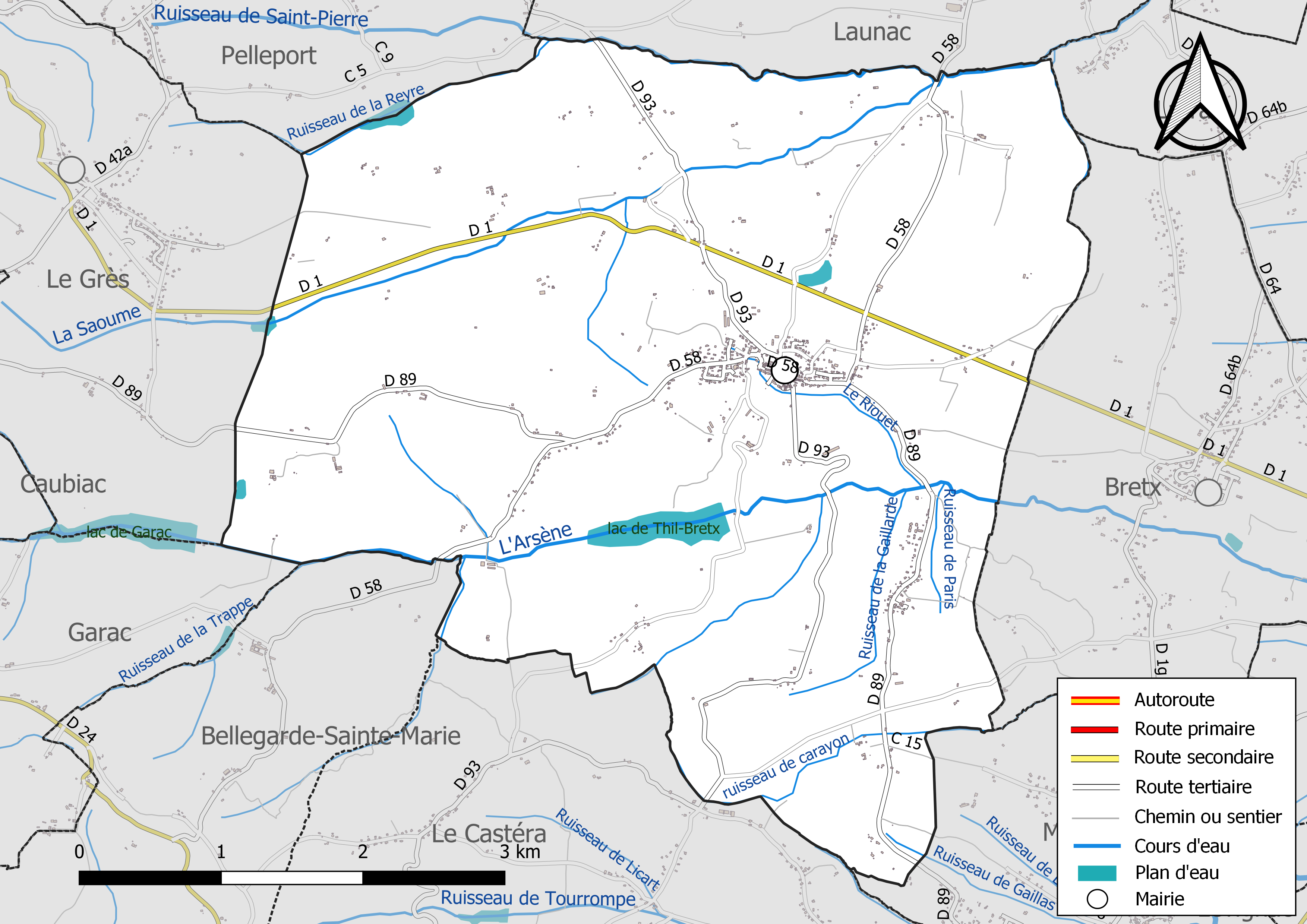
Réseaux hydrographique et routier de Thil.

La commune est dans le bassin de la Garonne, au sein du bassin hydrographique Adour-Garonne. Elle est drainée par l'Arsène, le ruisseau de Saint-Pierre, la Saoume, le Riouet, le ruisseau de carayon, le ruisseau de Gaillas, le ruisseau de la Gaillarde, le ruisseau de la Reyre, le ruisseau de la Trappe, le ruisseau de Paris, le ruisseau des Poujoulets et par divers petits cours d'eau, constituant un réseau hydrographique de 29 km de longueur totale,.
L'Arsène, d'une longueur totale de 14,1 km, prend sa source dans la commune d'Encausse (32) et s'écoule d'ouest en est. Il traverse la commune et se jette dans La Save à Montaigut-sur-Save, après avoir traversé 10 communes.
Le ruisseau de Saint-Pierre, d'une longueur totale de 20,8 km, prend sa source dans la commune de Pelleport et s'écoule du sud-ouest vers le nord-est. Il traverse la commune et se jette dans le ruisseau de Marguestaud à Aucamville (82), après avoir traversé 8 communes.

### Climat
Pour des articles plus généraux, voir Climat de l'Occitanie et Climat de la Haute-Garonne.
En 2010, le climat de la commune est de type climat océanique dégradé des plaines du Centre et du Nord, selon une étude s'appuyant sur une série de données couvrant la période 1971-2000. En 2020, Météo-France publie une typologie des climats de la France métropolitaine dans laquelle la commune est exposée à un climat océanique altéré et est dans la région climatique Aquitaine, Gascogne, caractérisée par une pluviométrie abondante au printemps, modérée en automne, un faible ensoleillement au printemps, un été chaud (19,5 °C), des vents faibles, des brouillards fréquents en automne et en hiver et des orages fréquents en été (15 à 20 jours).
Pour la période 1971-2000, la température annuelle moyenne est de 13,1 °C, avec une amplitude thermique annuelle de 15,7 °C. Le cumul annuel moyen de précipitations est de 734 mm, avec 9,9 jours de précipitations en janvier et 5,9 jours en juillet. Pour la période 1991-2020, la température moyenne annuelle observée sur la station météorologique la plus proche, située sur la commune de Blagnac à 20 km à vol d'oiseau, est de 14,2 °C et le cumul annuel moyen de précipitations est de 627,0 mm,. Pour l'avenir, les paramètres climatiques de la commune estimés pour 2050 selon différents scénarios d'émission de gaz à effet de serre sont consultables sur un site dédié publié par Météo-France en novembre 2022.

### Milieux naturels et biodiversité
Aucun espace naturel présentant un intérêt patrimonial n'est recensé sur la commune dans l'inventaire national du patrimoine naturel,,.

## Urbanisme

### Typologie
Au 1er janvier 2024, Thil est catégorisée commune rurale à habitat dispersé, selon la nouvelle grille communale de densité à sept niveaux définie par l'Insee en 2022.
Elle est située hors unité urbaine. Par ailleurs la commune fait partie de l'aire d'attraction de Toulouse, dont elle est une commune de la couronne,. Cette aire, qui regroupe 527 communes, est catégorisée dans les aires de 700 000 habitants ou plus (hors Paris),.

### Occupation des sols

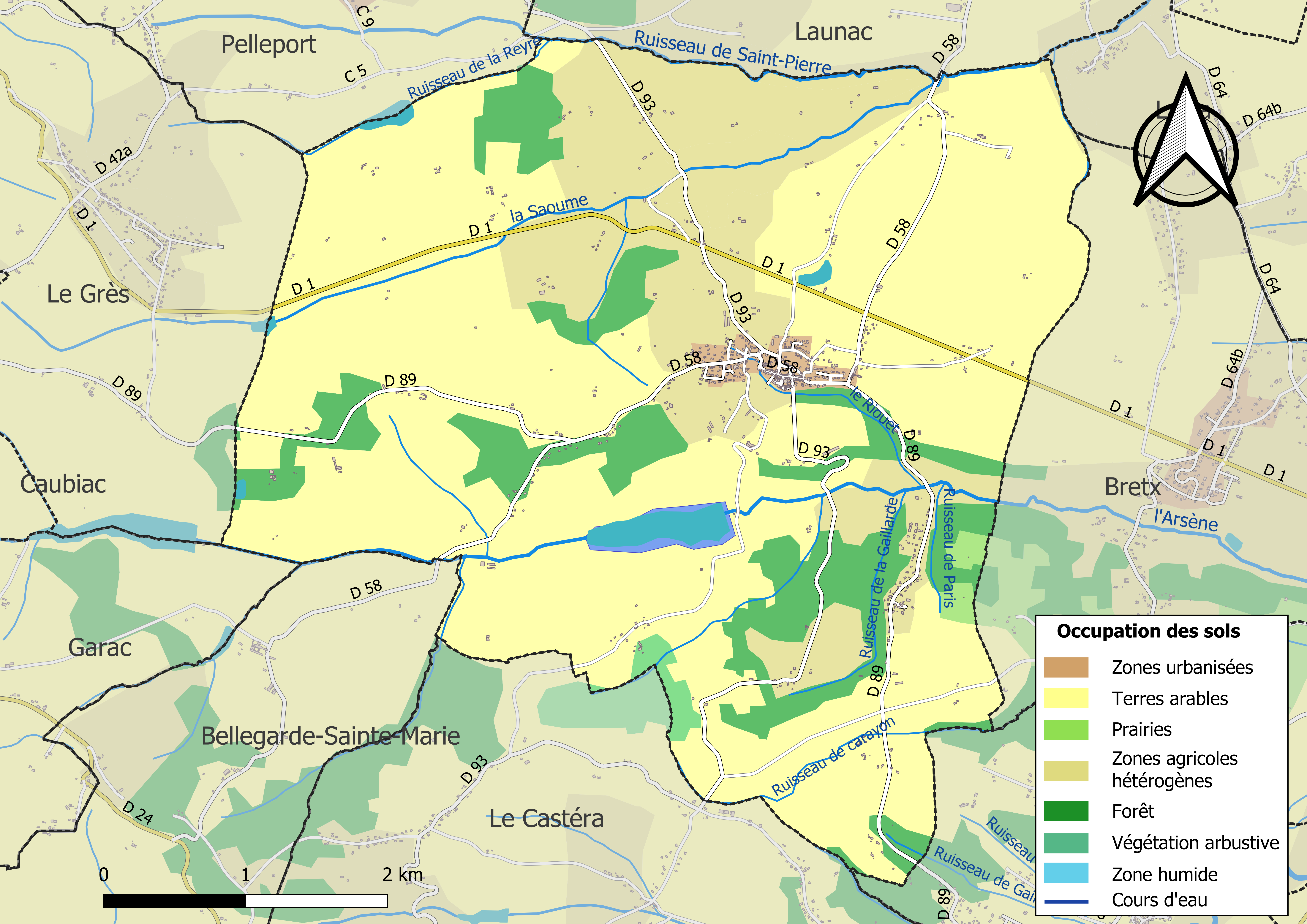
Carte des infrastructures et de l'occupation des sols de la commune en 2018 (CLC).

L'occupation des sols de la commune, telle qu'elle ressort de la base de données européenne d’occupation biophysique des sols Corine Land Cover (CLC), est marquée par l'importance des territoires agricoles (84,6 % en 2018), en diminution par rapport à 1990 (86,9 %). La répartition détaillée en 2018 est la suivante : 
terres arables (63,8 %), zones agricoles hétérogènes (20,3 %), forêts (13,1 %), zones urbanisées (1,2 %), eaux continentales (1,1 %), prairies (0,5 %). L'évolution de l’occupation des sols de la commune et de ses infrastructures peut être observée sur les différentes représentations cartographiques du territoire : la carte de Cassini (XVIIIe siècle), la carte d'état-major (1820-1866) et les cartes ou photos aériennes de l'IGN pour la période actuelle (1950 à aujourd'hui).

### Lieux-dits ou hameaux
Sabathérat, La Burthe, Crastos, Bordeneuve, Barruès, L'Antique.

### Voies de communication et transports

#### Voies de communication
La départementale 1 (D1) passe au nord du village. Elle permet de rejoindre Le Grès et Bretx. La D58 permet de rejoindre Bellegarde-Sainte-Marie ou Garac si l'on tourne à droite pour prendre la D24, ou encore Launac si on l'emprunte en direction du nord. La D93 permet de relier le Castéra (par le sud) et Pelleport (par le nord), tandis que la D89 Menville et Lévignac (par le sud) et Caubiac (par l'ouest).

#### Transports
La ligne 373 du réseau Arc-en-Ciel relie la commune à la gare routière de Toulouse depuis Cadours.
La gare la plus proche de Thil est celle de Mérenvielle sur la ligne Toulouse - Auch. L'aéroport de Toulouse-Blagnac est situé à une trentaine de kilomètres de Thil.

### Risques majeurs
Le territoire de la commune de Thil est vulnérable à différents aléas naturels : météorologiques (tempête, orage, neige, grand froid, canicule ou sécheresse), inondations et séisme (sismicité très faible). Un site publié par le BRGM permet d'évaluer simplement et rapidement les risques d'un bien localisé soit par son adresse soit par le numéro de sa parcelle.
Certaines parties du territoire communal sont susceptibles d’être affectées par le risque d’inondation par débordement de cours d'eau, notamment le ruisseau de Saint-Pierre. La commune a été reconnue en état de catastrophe naturelle au titre des dommages causés par les inondations et coulées de boue survenues en 1982, 1988, 1999, 2009 et 2014,.

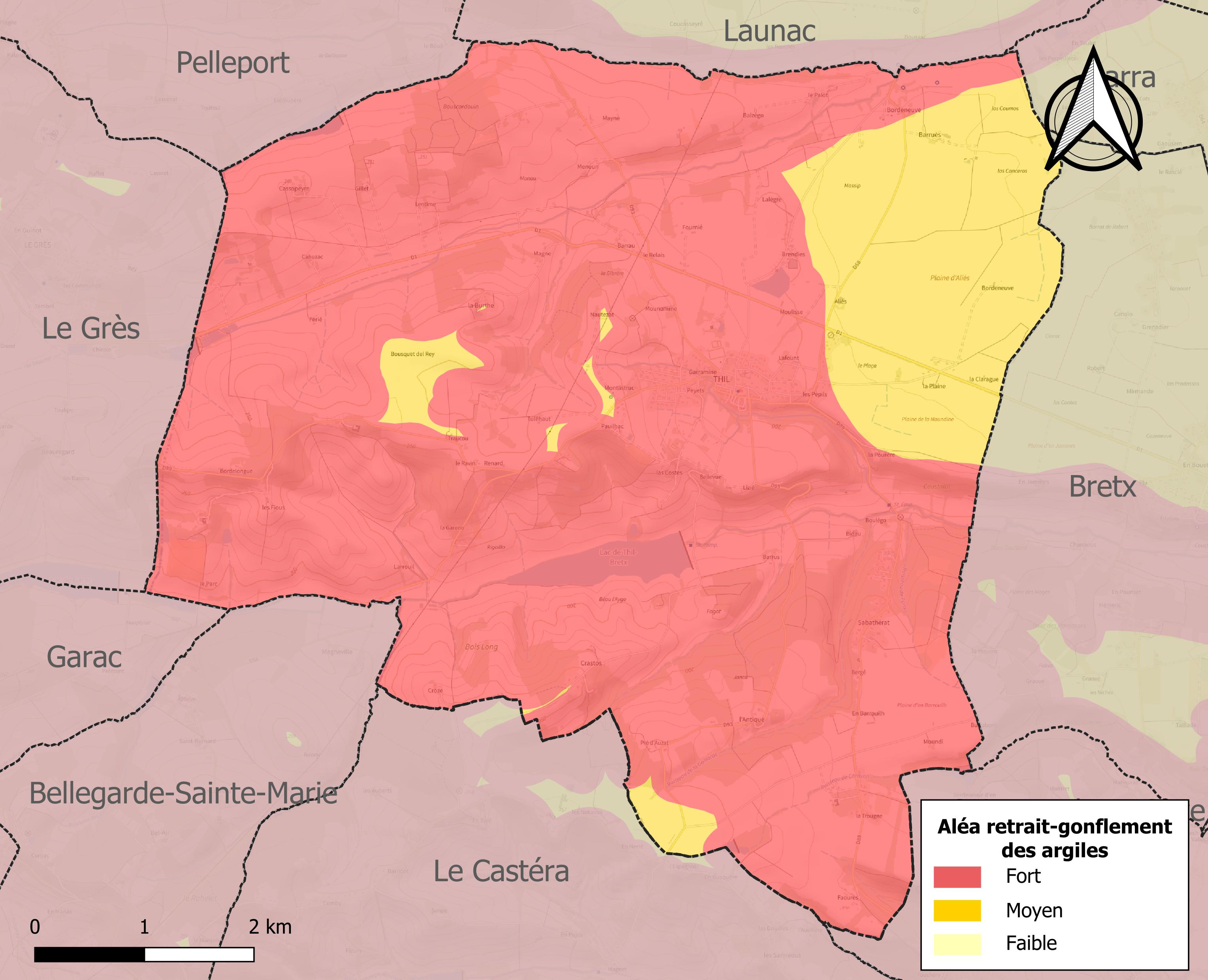
Carte des zones d'aléa retrait-gonflement des sols argileux de Thil.

Le retrait-gonflement des sols argileux est susceptible d'engendrer des dommages importants aux bâtiments en cas d’alternance de périodes de sécheresse et de pluie. La totalité de la commune est en aléa moyen ou fort (88,8 % au niveau départemental et 48,5 % au niveau national). Sur les 440 bâtiments dénombrés sur la commune en 2019, 440 sont en aléa moyen ou fort, soit 100 %, à comparer aux 98 % au niveau départemental et 54 % au niveau national. Une cartographie de l'exposition du territoire national au retrait gonflement des sols argileux est disponible sur le site du BRGM,.
Par ailleurs, afin de mieux appréhender le risque d’affaissement de terrain, l'inventaire national des cavités souterraines permet de localiser celles situées sur la commune.
Concernant les mouvements de terrains, la commune a été reconnue en état de catastrophe naturelle au titre des dommages causés par la sécheresse en 1989, 1991, 1998, 2000, 2003, 2006, 2011 et 2016 et par des mouvements de terrain en 1999.

## Toponymie
Le mot occitan Tilh (orthographié en français Thil) vient de l'arbre tilho, Tilleul en roman.

## Histoire
Le tumulus de Thil est une butte de terre artificielle élevée au-dessus d’une sépulture, manifestement construite par un peuple proto-basque entre le Ve et le IIIe siècle avant Jésus-Christ. Thil étant en Aquitaine, ce tumulus n'est pas à proprement parler « gaulois » puisqu'il est situé en dehors de la zone de présence celtique en pays toulousain (Volques Tectosages, arrivés au IIIe siècle avant Jésus-Christ).
Vers le XIe siècle ce tumulus servit de base pour édifier le château de Thil. Le château était entouré de fossés sur trois côtés. On pouvait probablement y accéder grâce à un pont-levis qui se trouvait à l’emplacement actuel de la halle. Les restes des anciens fossés du château étaient encore visibles dans les années 1960. Le village s’établit alors autour de l’église tout contre le château. Au Moyen Âge le village était un fief des Jourdain de l’Isle, dont les descendants, de Tilho, ont laissé leur nom au village.
La bataille de Launac se déroule probablement sur le territoire de la commune le 5 décembre 1362. Elle voit Gaston III de Foix-Béarn, dit Fébus, vaincre les troupes de Jean Ier d'Armagnac.
Le village fortifié de Thil fut construit au Moyen Âge contre la butte du château, à laquelle il était relié par un pont-levis. La protection de ce bourg était assurée à l’est par un mur très épais, sur lequel s’appuyaient des maisons à l’intérieur de l’enceinte. Parmi les derniers vestiges de cette époque, il reste deux maisons situées entre la rue longue et la rue du Riouet. La maison située dans la rue du Riouet présente un mur très épais fait de paillebart : un mélange de terre crue, de gravier et de paille hachée, reste de l’enceinte primitive. La maison dite du notaire possède une façade à pans de bois bien conservée visible dans la rue Longue.
Le ravin du Riouet profond de 14 mètres et situé au sud du village complétait le mur de défense. La pente de ce ravin était renforcée en partie d’un mur de brique et parcourue à mi-hauteur par un sentier. Ce sentier donnait accès à un souterrain qui devait conduire au château et à l’église. L’entrée du souterrain est aujourd’hui effondrée.
Le château ayant disparu, la mairie est construite au XIXe siècle sur la butte. À cette occasion, on trouva des squelettes d’époque celtique. Le tumulus est donc le témoin d’un peuplement sédentaire vieux de plus de 2 000 ans. La mairie fut construite entre 1840 et 1850 pour abriter la mairie, l'école et le logement de l’instituteur. L'école y est restée jusqu'en 1957,,,.
En 1785, un trésor d'argenterie romaine est découvert sur le territoire de la commune, près du château de Mouillat. Connu sous le nom de Trésor de Caubiac à cause d'une erreur ancienne due au fait que le propriétaire du terrain était habitant de Caubiac, les objets ont été achetés en 1824 par le British Museum où ils sont exposés.
C'est de ce village que venait Arnaud du Thil jugé dans le célèbre procès pour usurpation d'identité conduit par Maître Jean de Coras au milieu du XVIe siècle. Ce procès a fait l'objet du film de Daniel Vigne Le Retour de Martin Guerre avec Gérard Depardieu et Nathalie Baye.      

### Héraldique
| Blason de Thil | Blason  | D’or au tilleul terrassé de sinople surmonté d’un nuage d’argent chargé d’une étoile de gueules accostée de deux aquilons affrontés aussi d’or. |
| Blason de Thil | Détails | Le statut officiel du blason reste à déterminer.                                                                                                |

## Politique et administration

### Administration municipale
Le nombre d'habitants au recensement de 2017 étant compris entre 500 habitants et 1 499 habitants, le nombre de membres du conseil municipal pour l'élection de 2020 est de quinze,.

### Rattachements administratifs et électoraux
Commune faisant partie de la cinquième circonscription de la Haute-Garonne, de la communauté de communes des Hauts Tolosans et du canton de Léguevin (avant le redécoupage départemental de 2014, Thil faisait partie de l'ex-canton de Grenade) et avant le 1er janvier 2017 de la communauté de communes de Save et Garonne.

### Liste des maires
| Période                                  | Période                  | Identité       | Étiquette | Qualité                                     |
| ---------------------------------------- | ------------------------ | -------------- | --------- | ------------------------------------------- |
| mars 2001                                | 2008                     | Henri Lézat    |           |                                             |
| mars 2008                                | 2009 (démission.)        | Claude Gohon   |           |                                             |
| mars 2009                                | octobre 2015 (démission) | Jean Léonard   | DVG       |                                             |
| 2015                                     | En cours                 | Céline Frayard | DVG       | Professeur d'éducation physique et sportive |
| Les données manquantes sont à compléter. |                          |                |           |                                             |

## Population et société

### Démographie
L'évolution du nombre d'habitants est connue à travers les recensements de la population effectués dans la commune depuis 1793. Pour les communes de moins de 10 000 habitants, une enquête de recensement portant sur toute la population est réalisée tous les cinq ans, les populations de référence des années intermédiaires étant quant à elles estimées par interpolation ou extrapolation. Pour la commune, le premier recensement exhaustif entrant dans le cadre du nouveau dispositif a été réalisé en 2004.

En 2022, la commune comptait 1 121 habitants, en évolution de −5,88 % par rapport à 2016 (Haute-Garonne : +8,02 %, France hors Mayotte : +2,11 %).
| 1793 | 1800 | 1806 | 1821 | 1831 | 1836 | 1841 | 1846 | 1851 |
| ---- | ---- | ---- | ---- | ---- | ---- | ---- | ---- | ---- |
| 900  | 685  | 704  | 797  | 796  | 903  | 808  | 888  | 973  |

| 1856 | 1861 | 1866 | 1872 | 1876 | 1881 | 1886 | 1891 | 1896 |
| ---- | ---- | ---- | ---- | ---- | ---- | ---- | ---- | ---- |
| 914  | 953  | 940  | 929  | 883  | 815  | 782  | 778  | 773  |

| 1901 | 1906 | 1911 | 1921 | 1926 | 1931 | 1936 | 1946 | 1954 |
| ---- | ---- | ---- | ---- | ---- | ---- | ---- | ---- | ---- |
| 750  | 724  | 671  | 557  | 639  | 602  | 592  | 523  | 535  |

| 1962 | 1968 | 1975 | 1982 | 1990 | 1999 | 2004 | 2006 | 2009  |
| ---- | ---- | ---- | ---- | ---- | ---- | ---- | ---- | ----- |
| 491  | 441  | 425  | 563  | 735  | 831  | 902  | 972  | 1 132 |

| 2014  | 2019  | 2022  | - | - | - | - | - | - |
| ----- | ----- | ----- | - | - | - | - | - | - |
| 1 175 | 1 146 | 1 121 | - | - | - | - | - | - |

| selon la population municipale des années : | 1968 | 1975 | 1982 | 1990 | 1999 | 2006 | 2009 | 2013 |
| Rang de la commune dans le département      | 150  | 161  | 164  | 153  | 147  | 156  | 145  | 149  |
| Nombre de communes du département           | 592  | 582  | 586  | 588  | 588  | 588  | 589  | 589  |

### Enseignement
Thil fait partie de l'académie de Toulouse. Le village comporte une école maternelle, une école élémentaire. Quant aux collégiens, ils sont dans le secteur du collège Joseph Rey de Cadours. Les lycéens, eux, sont acceptés au lycée Nelson Mandela de Pibrac.

### Culture
Foyer rural, comité des fêtes, vide grenier, fête locale fin mai, poterie,

### Activités sportives
Terrain de tennis, de football et de basket-ball, chasse, randonnée pédestre, pétanque, judo, gymnastique,

### Écologie et recyclage
La collecte et le traitement des déchets des ménages et des déchets assimilés ainsi que la protection et la mise en valeur de l'environnement se font dans le cadre de la communauté de communes de Save et Garonne.
Une déchetterie gérée par la communauté de communes est présente sur la commune de Saint-Cézert.

### Médias
Les habitants du village reçoivent environ tous les quatre mois un journal nommé Informathil. Radio locale Radio Accordéon.

## Économie

### Revenus
En 2018  (données Insee publiées en septembre 2021), la commune compte 434 ménages fiscaux, regroupant 1 117 personnes. La médiane du revenu disponible par unité de consommation est de 24 420 € (23 140 € dans le département).

### Emploi
|                | 2008  | 2013  | 2018  |
| -------------- | ----- | ----- | ----- |
| Commune        | 4,4 % | 8,4 % | 6,4 % |
| Département    | 7,7 % | 9,6 % | 9,3 % |
| France entière | 8,3 % | 10 %  | 10 %  |

En 2018, la population âgée de 15 à 64 ans s'élève à 771 personnes, parmi lesquelles on compte 79,4 % d'actifs (72,9 % ayant un emploi et 6,4 % de chômeurs) et 20,6 % d'inactifs,. Depuis 2008, le taux de chômage communal (au sens du recensement) des 15-64 ans est inférieur à celui de la France et du département.
La commune fait partie de la couronne de l'aire d'attraction de Toulouse, du fait qu'au moins 15 % des actifs travaillent dans le pôle,. Elle compte 85 emplois en 2018, contre 97 en 2013 et 115 en 2008. Le nombre d'actifs ayant un emploi résidant dans la commune est de 570, soit un indicateur de concentration d'emploi de 14,9 % et un taux d'activité parmi les 15 ans ou plus de 66,6 %.
Sur ces 570 actifs de 15 ans ou plus ayant un emploi, 56 travaillent dans la commune, soit 10 % des habitants. Pour se rendre au travail, 88,8 % des habitants utilisent un véhicule personnel ou de fonction à quatre roues, 2,5 % les transports en commun, 4,6 % s'y rendent en deux-roues, à vélo ou à pied et 4,1 % n'ont pas besoin de transport (travail au domicile).

### Activités hors agriculture

#### Secteurs d'activités
57 établissements sont implantés  à Thil au 31 décembre 2019. Le tableau ci-dessous en détaille le nombre par secteur d'activité et compare les ratios avec ceux du département,.
| Secteur d'activité                                                                                        | Commune | Commune | Département |
| Secteur d'activité                                                                                        | Nombre  | %       | %           |
| --- | ------- | ------- | ----------- |
| Ensemble                                                                                                  | 57      |         |             |
| Industrie manufacturière, industries extractives et autres                                                | 2       | 3,5 %   | (5,7 %)     |
| Construction                                                                                              | 8       | 14 %    | (12 %)      |
| Commerce de gros et de détail, transports, hébergement et restauration                                    | 14      | 24,6 %  | (25,9 %)    |
| Information et communication                                                                              | 4       | 7 %     | (4,1 %)     |
| Activités financières et d'assurance                                                                      | 2       | 3,5 %   | (3,8 %)     |
| Activités spécialisées, scientifiques et techniques et activités de services administratifs et de soutien | 15      | 26,3 %  | (19,8 %)    |
| Administration publique, enseignement, santé humaine et action sociale                                    | 8       | 14 %    | (16,6 %)    |
| Autres activités de services                                                                              | 4       | 7 %     | (7,9 %)     |

Le secteur des activités spécialisées, scientifiques et techniques et des activités de services administratifs et de soutien est prépondérant sur la commune puisqu'il représente 26,3 % du nombre total d'établissements de la commune (15 sur les 57 entreprises implantées  à Thil), contre 19,8 % au niveau départemental.

#### Entreprises et commerces
Les trois entreprises ayant leur siège social sur le territoire communal qui génèrent le plus de chiffre d'affaires en 2020 sont : 
- Villagedis, activités des sociétés holding (409 k€)
- SARL JF& BV, autres travaux d'installation n.c.a. (179 k€)
- Cogersumdis, activités des sociétés holding (0 k€)

L'économie de la commune est essentiellement basée sur l'agriculture (céréales : maïs, blé…). Durant la fin XIXe siècle et le début du XXe siècle, une source d'eau fut découverte et exploitée. Cette eau avait de multiples vertus. Thil fait également partie de la zone d'appellation de l'Ail violet de Cadours.

### Agriculture
La commune est dans les « Coteaux du Gers », une petite région agricole occupant une partie nord-ouest du département de la Haute-Garonne, caractérisée par une succession de coteaux peu accidentés, les surfaces cultivées étant entièrement dévolues aux grandes cultures. En 2020, l'orientation technico-économique de l'agriculture  sur la commune est l'exploitation de grandes cultures (hors céréales et oléoprotéagineuses).
|               | 1988  | 2000  | 2010  | 2020  |
| ------------- | ----- | ----- | ----- | ----- |
| Exploitations | 42    | 30    | 30    | 28    |
| SAU (ha)      | 1 740 | 1 557 | 1 437 | 1 559 |

Le nombre d'exploitations agricoles en activité et ayant leur siège dans la commune est passé de 42 lors du recensement agricole de 1988  à 30 en 2000 puis à 30 en 2010 et enfin à 28 en 2020, soit une baisse de 33 % en 32 ans. Le même mouvement est observé à l'échelle du département qui a perdu pendant cette période 57 % de ses exploitations,. La surface agricole utilisée sur la commune a également diminué, passant de 1 740 ha en 1988 à 1 559 ha en 2020. Parallèlement la surface agricole utilisée moyenne par exploitation a augmenté, passant de 41 à 56 ha.

## Culture locale et patrimoine

### Lieux et monuments

#### Église Saint-Laurent
L’église Saint-Laurent de Thil date du XIVe ou XVe siècle. Elle fut construite à l’emplacement d’une précédente église attestée en 1256 et dédiée à Saint Martin. Elle était située au milieu du village médiéval, lui-même construit contre la butte du château. L’église fut pillée vers 1580 pendant les guerres de religion. En 1687 le clocher s’effondra sur deux chapelles. Il fut ensuite reconstruit en raccourcissant la nef d’une travée. L’ensemble de cloches fut fondu à la Révolution puis reconstitué au XIXe siècle. La cloche la plus récente date de 1969. L’église  possède un mobilier classé remarquable : la chaire de bois peint et doré, offerte en 1743 par Claudine Le Masuyer et la grille de communion en fer forgé du XVIIIe siècle. Un retable baroque des XVIIe et XVIIIe siècles occupe le chœur de l’église. Il est orné d’un bas-relief qui représente le martyre de saint Laurent. La voûte complète fut refaite en 2011 à l’occasion d’importants travaux de sauvegarde et de restauration de l’édifice. Ces travaux ont aussi marqué le début de la restauration des vitraux détruits lors d’une tempête de 1999.

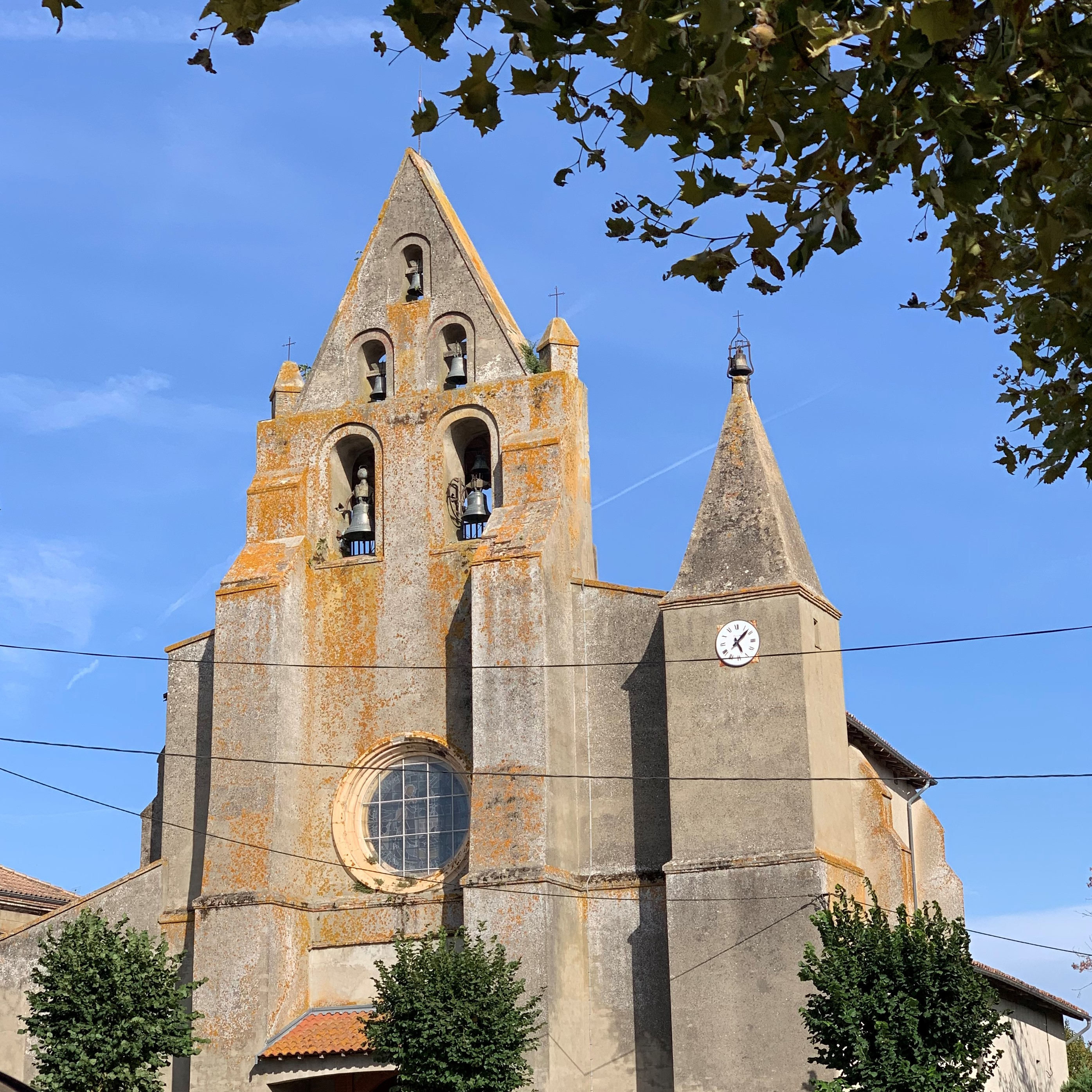
Église Saint-Laurent depuis la place
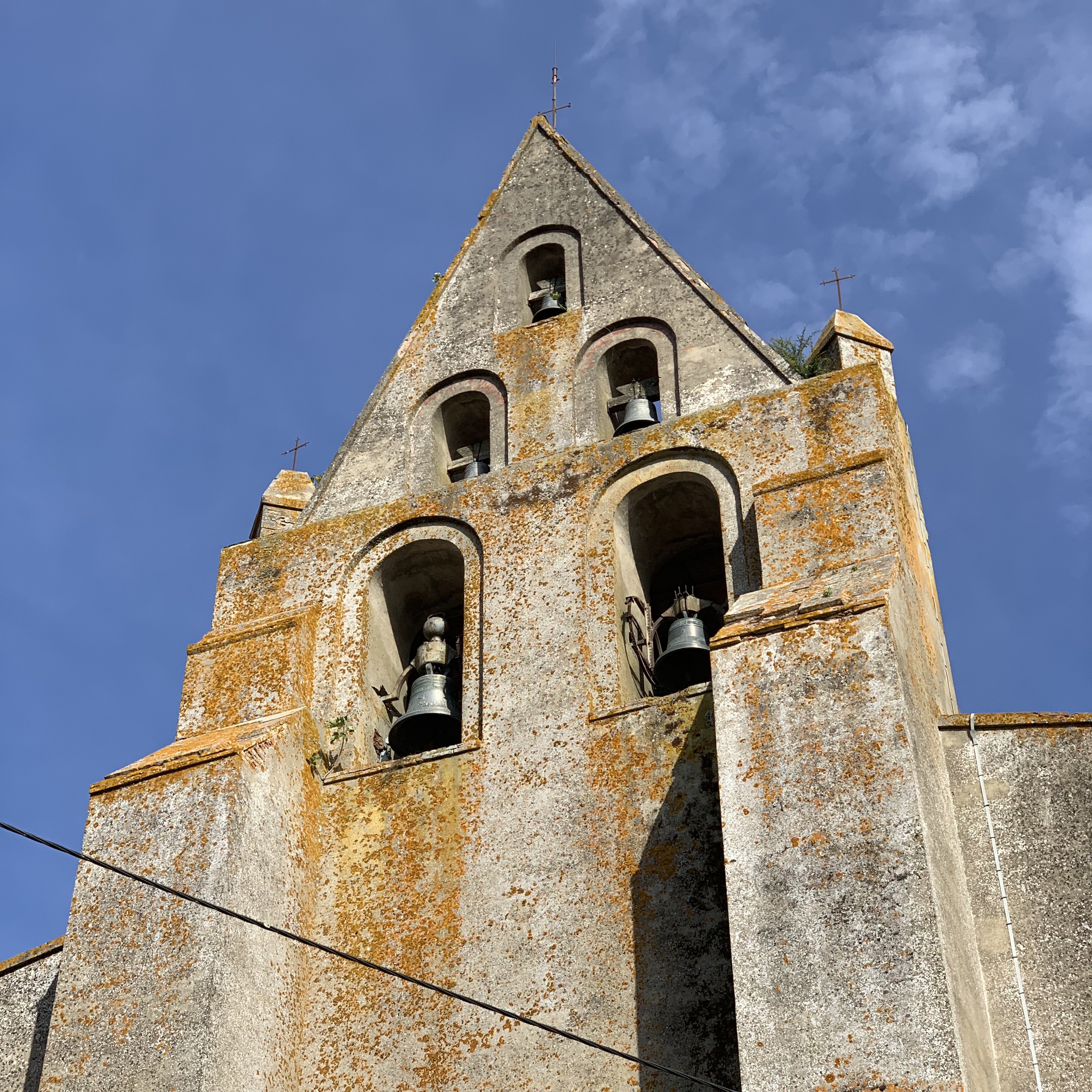
Clocher-mur de l'église Saint-Laurent
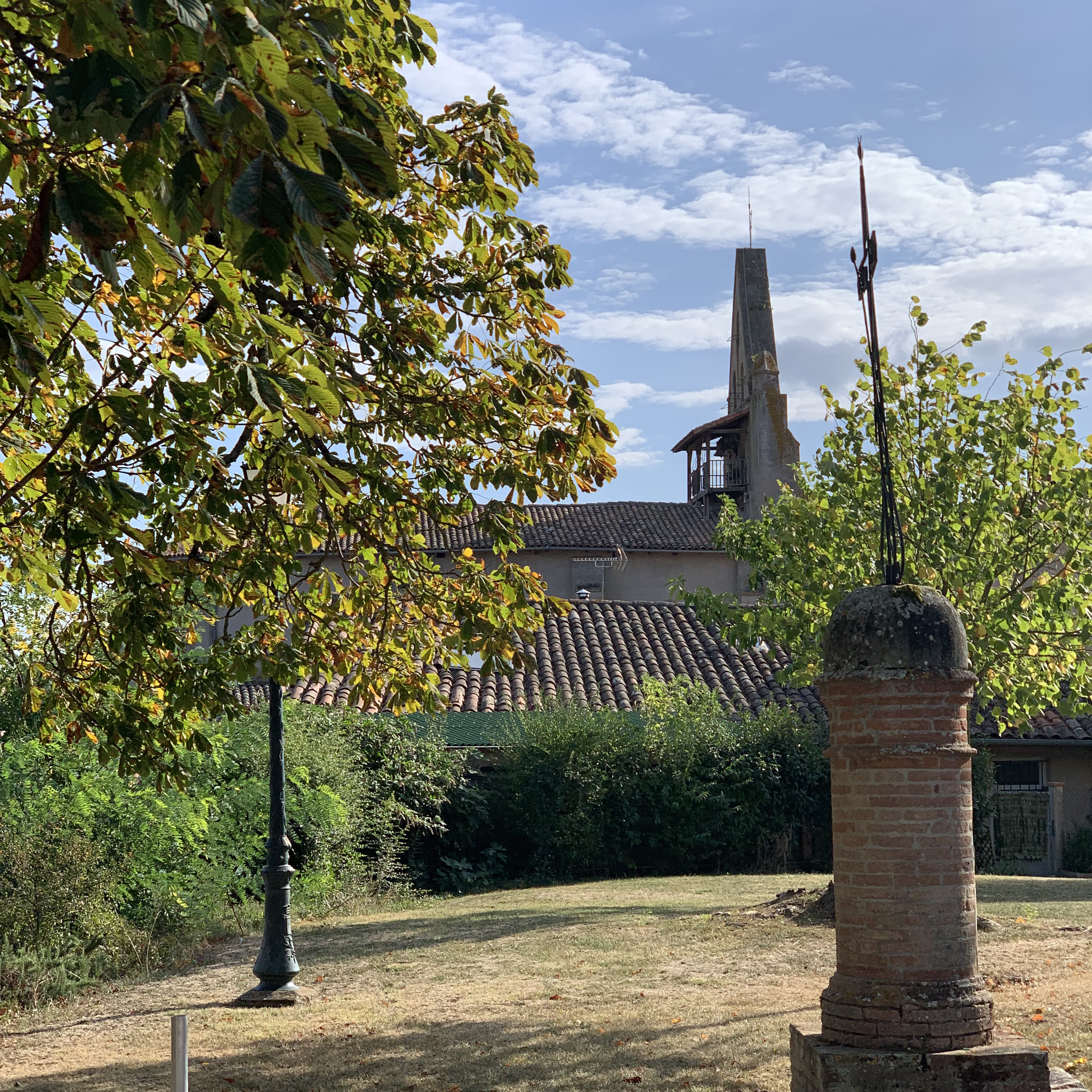
Clocher-mur depuis la butte du château

#### Château Lagaillarde
En 1859, M. Lagaillarde fit construire un château sur les terres de son beau-père, M. Estellé qui était propriétaire terrien et agriculteur à Thil. Il en fit un rendez-vous de chasse. C’est un château de brique orné de décors de terre cuite moulée selon la mode de la seconde moitié du XIXe siècle dans la région toulousaine. L’édifice carré est encadré de quatre tours en poivrière autrefois couronnées de toitures pointues.

#### Maisons du notaire et du rempart
La maison du notaire et la maison du rempart sont des vestiges des fortifications médiévales du village.

#### Chapelle Saint-Orens de Marnac
La chapelle Saint-Orens de Marnac (ou Saint-Aurens, lieu-dit Houere), date de création inconnue, sa trace remonte au XVIe siècle. À la suite des guerres de religion le capitoul Dufaur de Marnac mourut dans les prisons toulousaines. Au début du XVIIIe siècle le château fut restitué par la famille Dufaur, convertie au catholicisme, qui fit rebâtir la chapelle, très endommagée. Une dernière restauration eut lieu en 1839, où l'on édifia l'actuel clocher, de type "queue de morue". De nos jours (2016), l'état du bâtiment est bien dégradé.

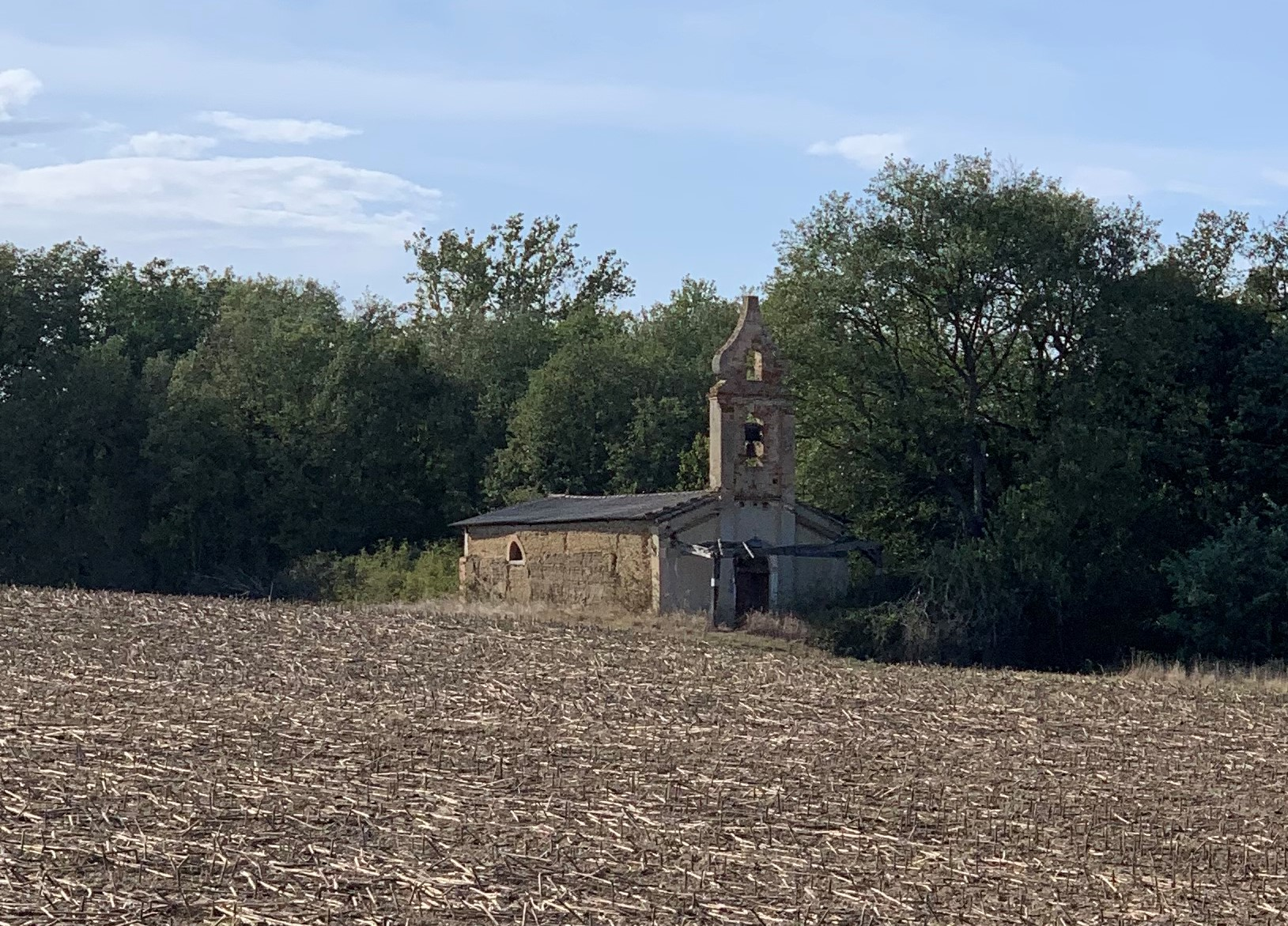
Chapelle Saint-Orens de Marnac

### Personnalités liées à la commune
- Toussaint Lézat
- Lucien Engelmajer dit le Patriarche
- Arnaud du Thil

## Pour approfondir